# Aichi Tokei Denki

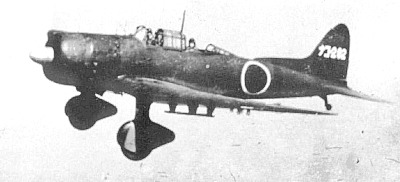
Aichi D3A2

Die Unternehmen Aichi Tokei Denki K.K. (jap. 愛知時計電機株式会社, Aichi tokei denki kabushiki kaisha, dt. Aichi Uhren- und Elektrizitäts-Gesellschaft) war ein japanischer Flugzeughersteller. Die Gründung des Unternehmens erfolgte 1898 in Nagoya. Ab 1920 erfolgte die Herstellung von Flugzeugen unter der Mithilfe der Heinkel-Werke. Ab 1932 begann man mit der Fertigung von eigenen Flugzeugen, insbesondere für die japanische Marineluftwaffe. Im Februar 1943 wurde das auf Flugzeuge spezialisierte Unternehmen als Aichi Kōkūki K.K. (愛知航空機株式会社, Aichi Kōkūki kabushiki kaisha) aus dem Konzern Aichi Kikai Kōgyō ausgegliedert.
Folgende Flugzeugtypen wurden gebaut:
- Typ H Jagdeinsitzer von Heinkel. Vier Stück erprobt.
- AB 9
- B7A Ryusei (Sternschnuppe) Alliierter Codename: Grace
- C4A nur Projekt
- D1A Alliierter Codename: Susie
- D3A Alliierter Codename: Val
- Yokosuka D4Y Suisei Alliierter Codename: Judy
- E3A
- E8A
- E10A
- E11A Alliierter Codename: Laura
- E12A
- E13A Alliierter Codename: Jake
- E16A Zuiun (Günstige Wolke) Alliierter Codename: Paul
- F1A
- H9A
- M6A Seiran (Gebirgsdunst)
- S1A Denko (Blitz)

Nach dem Zweiten Weltkrieg wurde der Flugzeugbau eingestellt. Heute ist Aichi Tokei Denki ein Hersteller von Präzisions- und Messinstrumenten. Der Nachfolger der Aichi Kōkūki, das Unternehmen Aichi Kikai Kōgyō K.K. (engl. Aichi Machine Industry Co., Ltd), beschäftigt sich hauptsächlich mit der Fertigung von Automobilkomponenten und ganzen Fahrzeugen für Nissan.